# Вицлебен
Вицлебен (њем. Witzleben) општина је у њемачкој савезној држави Тирингија. Једно је од 44 општинска средишта округа Илм. Према процјени из 2010. у општини је живјело 709 становника. Посједује регионалну шифру (AGS) 16070054.

## Географски и демографски подаци
Вицлебен се налази у савезној држави Тирингија у округу Илм. Општина се налази на надморској висини од 365 метара. Површина општине износи 22,6 km². У самом мјесту је, према процјени из 2010. године, живјело 709 становника. Просјечна густина становништва износи 31 становника/km².

## Међународна сарадња
| Мјесто | Држава    | Врста сарадње | Од    |
| ------ | --------- | ------------- | ----- |
|        | Француска | партнерство   | 1994. |
|        | Чешка     | пријатељство  | 1994. |
| Извор  |           |               |       |